# Arraia-Maeztu
Arraia-Maeztu (baskisch und offiziell; spanisch Arraya-Maestu) ist eine spanische Gemeinde in der Provinz Álava (Autonome Gemeinschaft Baskenland).
Die Gemeinde wurde 1958 durch den Zusammenschluss der Gemeinden Apellániz/Apilaiz, Arraia und Real Valle de Laminoria/Laminoriako Erret Harana gebildet. Ursprünglich hieß sie Maestu und wurde 1987 in Arraia-Maeztu umbenannt.

## Gliederung

### Concejos
Die Gemeinde besteht aus 16 Orten, die in zehn Concejos unterteilt sind:
| Offizieller Name                                  | Bevölkerung | Bevölkerung | Bevölkerung | Bevölkerung | Bevölkerung |
| Offizieller Name                                  | 2000        | 2005        | 2010        | 2015        | 2019        |
| Apellániz/Apinaiz                                 | 107         | 103         | 95          | 88          | 91          |
| Atauri                                            | 40          | 38          | 28          | 34          | 32          |
| Azazeta                                           | 24          | 34          | 33          | 41          | 45          |
| Korres                                            | 35          | 24          | 24          | 24          | 24          |
| Maeztu/Maestu                                     | 259         | 310         | 307         | 320         | 328         |
| Onraita/Erroeta                                   | 36          | 31          | 26          | 20          | 19          |
| Róitegui/Erroitegi                                | 30          | 32          | 29          | 28          | 27          |
| Sabando                                           | 44          | 40          | 37          | 41          | 39          |
| Real Valle de Laminoria/ Laminoriako Erret Harana |             |             |             |             |             |
| Aletxa                                            | 31          | 31          | 34          | 26          | 31          |
| Arenaza/Areatza                                   | 10          | 8           | 7           | 5           | 5           |
| Cicujano/Zekuiano                                 | 12          | 12          | 12          | 11          | 10          |
| Ibisate                                           | 8           | 6           | 6           | 6           | 6           |
| Leorza/Elortza                                    | 9           | 14          | 14          | 13          | 15          |
| Musitu                                            | 12          | 10          | 12          | 10          | 11          |
| Vírgala Mayor/Birgaragoien                        |             |             |             |             |             |
| Vírgala Mayor/Birgaragoien                        | 35          | 38          | 41          | 42          | 39          |
| Vírgala Menor/Birgarabarren                       | 6           | 3           | 3           | 3           | 4           |
| Gesamt                                            | 698         | 734         | 708         | 712         | 726         |

Maeztu ist der Hauptort der Gemeinde, dort lebt fast die Hälfte der Bevölkerung. Der Rat von Real Valle de Laminoria/Laminoriako Erret Harana besteht aus sechs kleinen Dörfern, deren Hauptort Cicujano/Zekuiano ist. Vírgala Menor/Birgaragoien gehört zum Rat des Bürgermeisters von Vírgala/Birgara.

### Entvölkerte Orte
Folgende Orte sind entvölkert:
| Wüstung                         | Concejo                                                          | Ort             | Jahr der Wüstwerdung      |
| ------------------------------- | ---------------------------------------------------------------- | --------------- | ------------------------- |
| Aizpilleta                      | Onraita/Erroeta Real Valle de Laminoria/Laminoriako Erret Harana | Musitu          |                           |
| Atauri de Yuso/Atauri behekoa   | Atauri                                                           |                 |                           |
| Bahanesta                       | Apellániz/Apinaiz                                                |                 |                           |
| Donas                           | Onraita/Erroeta                                                  |                 |                           |
| Gesalba                         | Maeztu/Maestu                                                    |                 |                           |
| Igoroin                         | Real Valle de Laminoria/Laminoriako Erret Harana                 | Musitu          |                           |
| Kerrianu                        | Real Valle de Laminoria/Laminoriako Erret Harana                 | Musitu          | Vor 1556                  |
| Luzcando/Luzkando               | Real Valle de Laminoria/Laminoriako Erret Harana                 | Musitu          | Ende des 19. Jahrhunderts |
| Oquerruri/Okerruri              | Sabando                                                          |                 |                           |
| Sabando de Yuso/Sabando behekoa | Sabando                                                          |                 |                           |
| Santa Pía/Santa Pia             | Real Valle de Laminoria/Laminoriako Erret Harana                 | Arenaza/Areatza |                           |
| Villaverde                      | Azazeta                                                          |                 |                           |
| Zalmadura                       | Maeztu/Maestu                                                    |                 |                           |

## Politik

### Wahlergebnisse
| Politische Partei                                                             | 2015                | 2015                      | 2011                | 2011                      | 2007                | 2007                      | 2003                | 2003                      | 1999                | 1999                      | 1995                | 1995                      |
| Politische Partei                                                             | Prozent der Stimmen | Mitglieder im Gemeinderat | Prozent der Stimmen | Mitglieder im Gemeinderat | Prozent der Stimmen | Mitglieder im Gemeinderat | Prozent der Stimmen | Mitglieder im Gemeinderat | Prozent der Stimmen | Mitglieder im Gemeinderat | Prozent der Stimmen | Mitglieder im Gemeinderat |
| ----------------------------------------------------------------------------- | ------------------- | ------------------------- | ------------------- | ------------------------- | ------------------- | ------------------------- | ------------------- | ------------------------- | ------------------- | ------------------------- | ------------------- | ------------------------- |
| Eusko Alderdi Jeltzalea-Partido Nacionalista Vasco (EAJ-PNV)                  | 51,11               | 4                         | 45,81               | 4                         | 40,25               | 4                         | -                   | -                         | -                   | -                         | 38,09               | 4                         |
| EH Bildu / Bildu                                                              | 37,39               | 3                         | 31,86               | 2                         | -                   | -                         | -                   | -                         | -                   | -                         | -                   | -                         |
| Partido Popular (PP)                                                          | 8,41                | 0                         | 15,35               | 1                         | 13,69               | 1                         | 17,77               | 1                         | 15,02               | 1                         | 12,31               | 1                         |
| Partido Socialista de Euskadi-Euskadiko Ezkerra (PSE-EE)                      | 1,77                | 0                         | 5,12                | 0                         | 3,94                | 0                         | 2,69                | 0                         | 2,47                | 0                         | 7,47                | 0                         |
| Maeztuko Aukera Candidatura Independiente (MA)                                | -                   | -                         | -                   | -                         | 28,01               | 2                         | 33,47               | 3                         | 22,43               | 2                         | 21,98               | 2                         |
| Eusko Abertzale Ekintza – Acción Nacionalista Vasca (EAE-ANV)                 | -                   | -                         | -                   | -                         | 7,47                | 0                         | -                   | -                         | -                   | -                         | -                   | -                         |
| Eusko Alkartasuna (EA)                                                        | -                   | -                         | -                   | -                         | 5,39                | 0                         | -                   | -                         | -                   | -                         | 8,79                | 0                         |
| Eusko Alderdi Jeltzalea-Partido Nacionalista Vasco/Eusko Alkartasuna (PNV/EA) | -                   | -                         | -                   | -                         | -                   | -                         | 44,01               | 3                         | 47,33               | 4                         | -                   | -                         |
| Unidad Alavesa (UA)                                                           | -                   | -                         | -                   | -                         | -                   | -                         | 1,45                | 0                         | 4,12                | 0                         | 9,67                | 0                         |
| Euskal Herritarrok (EH)                                                       | -                   | -                         | -                   | -                         | -                   | -                         | -                   | -                         | 7,82                | 0                         | -                   | -                         |

## Bilder

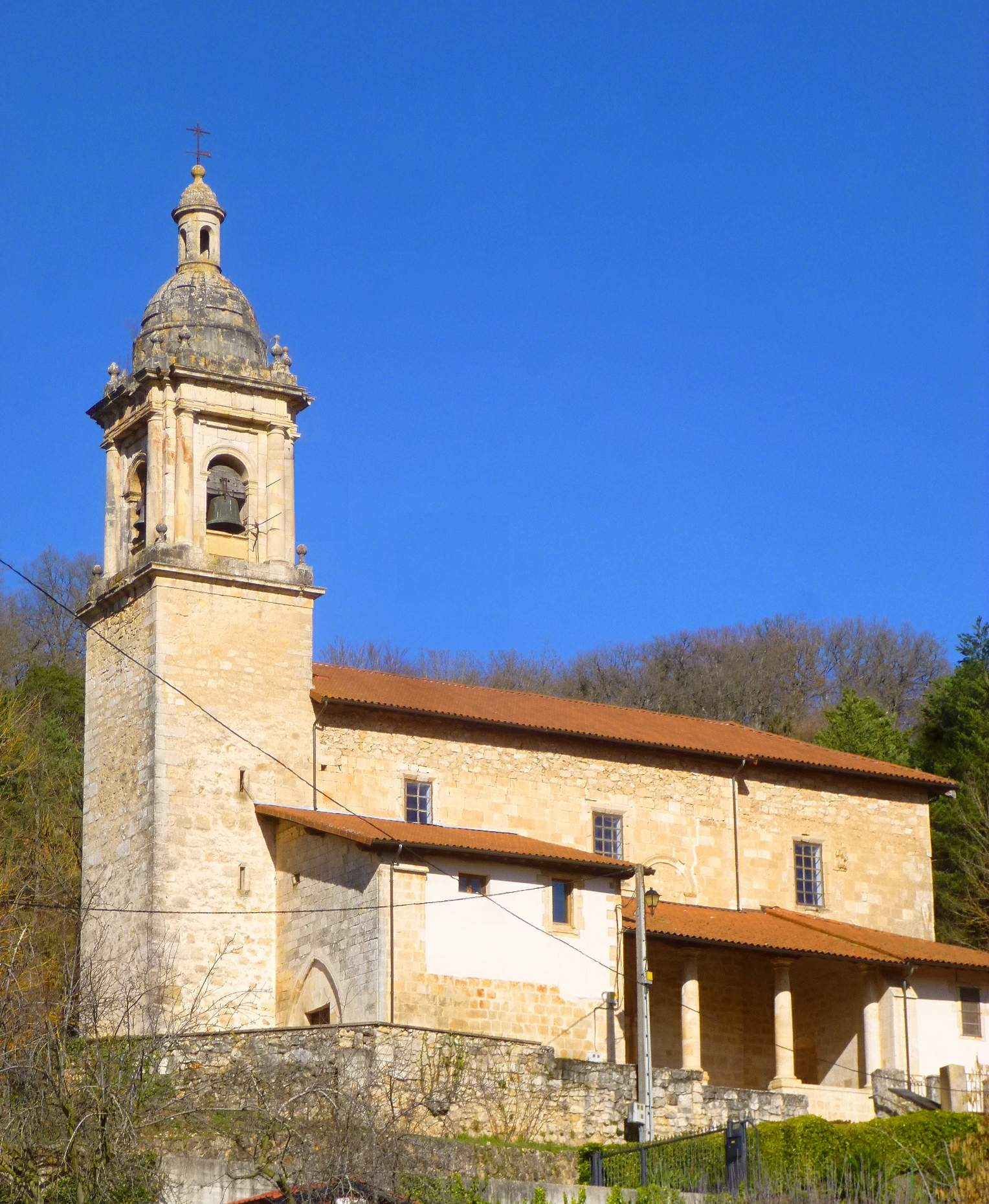
Kirche San Andrés, Vírgala Mayor/Birgaragoien
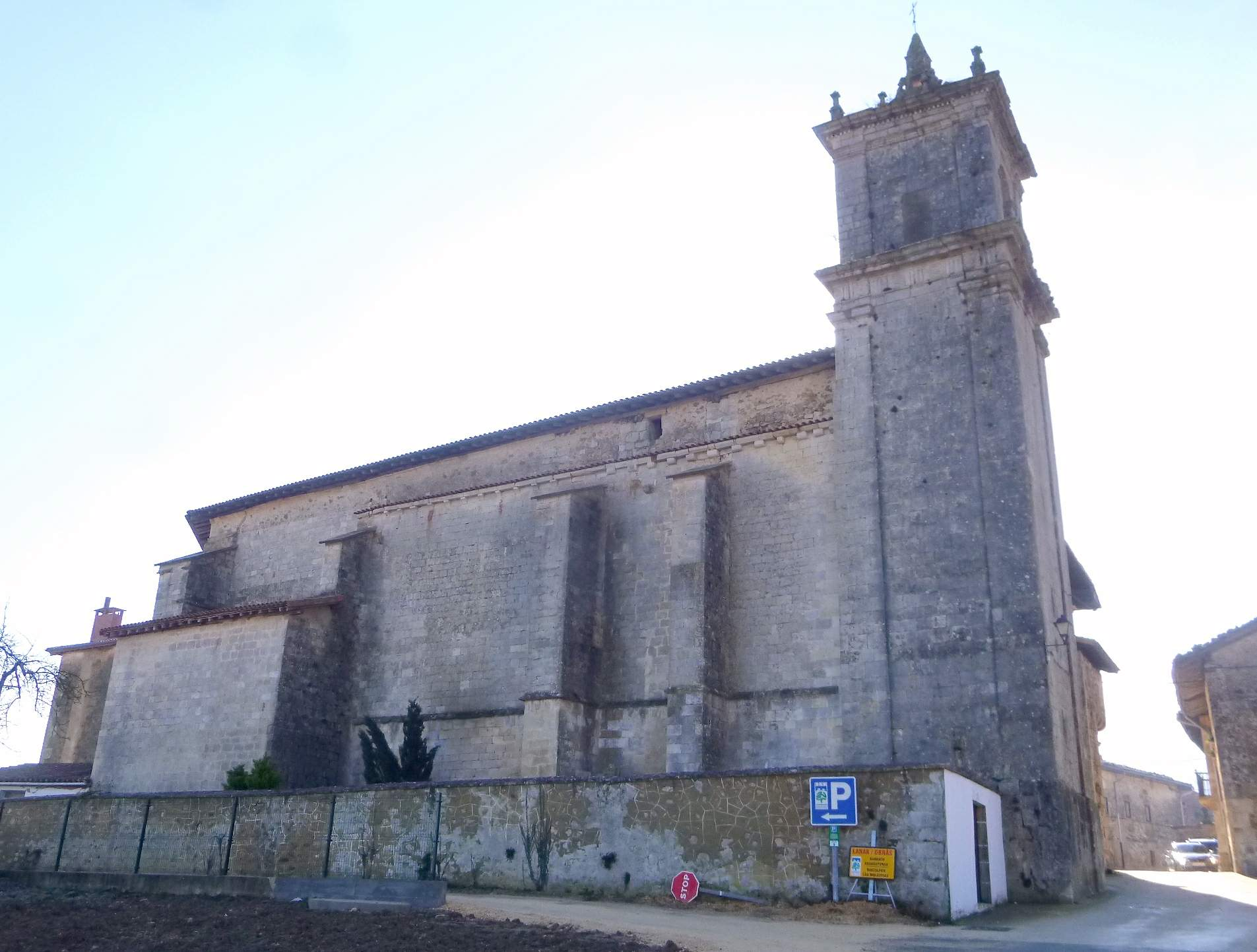
Kirche Asunción de Nuestra Señora, Apellániz/Apinaiz
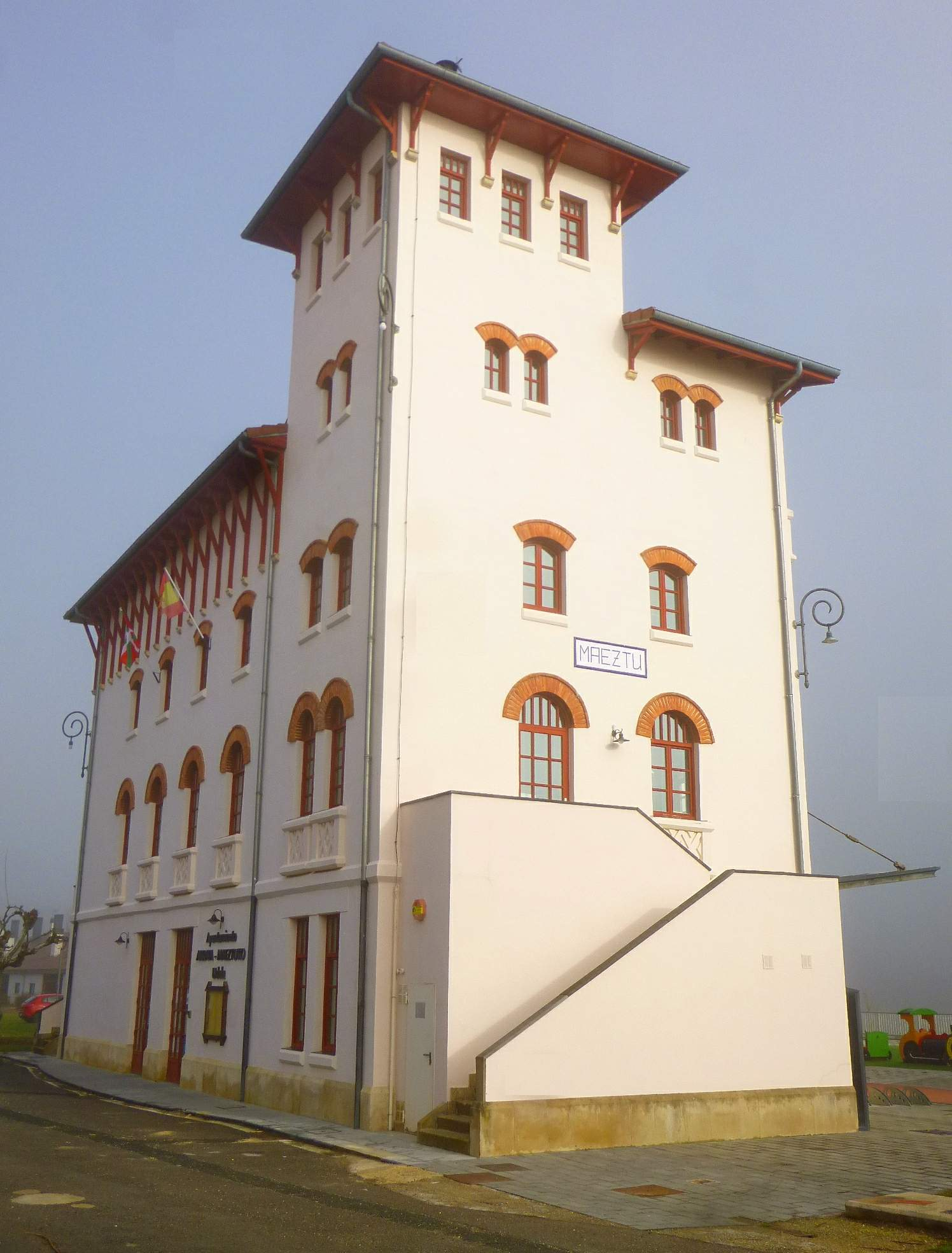
Rathaus
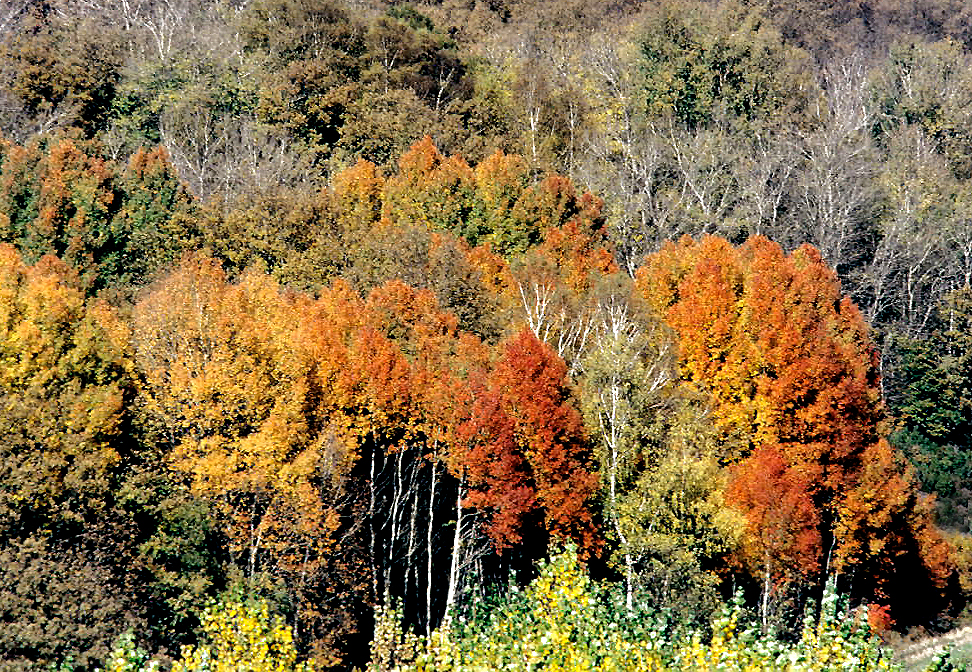
Wald um Arraia-Maeztu